# Campo de hielo patagónico sur
El campo de hielo patagónico sur es una gran extensión de hielos continentales (la tercera más extensa del mundo tras las de la Antártida y Groenlandia; la mayor de todas las de carácter continental no polar y con acceso terrestre), situada en los Andes patagónicos, en la frontera entre  Argentina y Chile. También es denominado hielo continental patagónico en Argentina y campo de hielo sur en Chile, para diferenciarlo del campo de hielo norte.
Se extiende de norte a sur a lo largo de 350 km, desde los 48° 20′ S hasta los 51° 30′ S. Tiene una extensión de 16 800 km², de los cuales 14.200 km² pertenecen a Chile y 2.600 km² pertenecen a Argentina, haciendo la prevención que los límites fronterizos de un sector preciso y acotado del campo ("Sección B") aun se encuentran pendientes de demarcación de común acuerdo por ambos países en virtud del «acuerdo entre la República de Chile y la República Argentina para precisar el recorrido del límite desde el Monte Fitz-Roy hasta el Cerro Daudet», suscrito en Buenos Aires, Argentina, el 16 de noviembre de 1998.
Del campo de hielo se desprenden un total de 49 glaciares, entre los que se encuentran los glaciares Upsala (902 km²), Viedma (978 km²) (CHL / ARG), Perito Moreno (258 km²) en Argentina; y en particular administración de Chile Jorge Montt, Pío XI (el mayor del hemisferio Sur fuera de la Antártida, con 1265 km²), O'Higgins, Bernardo, Tyndall, y Grey.
Gran parte de su extensión se encuentra protegida al formar parte de diferentes parques nacionales: los de Bernardo O'Higgins y Torres del Paine en Chile y el de Los Glaciares en Argentina.
En 1980, Chile planificó la Ruta 8 como un tramo de la Carretera Austral al oeste del campo de hielo, la cual no se ha construido.
El Circo de los Altares es un importante sitio de senderismo en el campo de hielo.

## Cuencas hidrográficas
El derretimiento de los hielos y nieves del lado este norte entregan sus aguas a la cuenca del río Pascua. Esta cuenca incluye al Lago O'Higgins (ver mapa de la cuenca 117-B). En la parte este media o central, las aguas fluyen, después de atravesar territorio chileno, en los lagos argentinos. En el borde sureste del campo de hielo, los derretimientos fluyen en las cuencas costeras entre seno Andrew, río Hollemberg e islas al oriente que incluyen la cuenca del río Serrano que incluye a su vez al parque nacional Torres del Paine, uno de los parques más visitados de Chile.
Por el lado oeste desaguan en el canal Pitt, el canal Wide y el canal Messier. Estos escurrimientos están incluidos en el ítem 120 del inventario de cuencas de Chile (ver mapa de la cuenca 120-B). Más al sur y siguiendo por el oeste, los derretimientos se descargan en los fiordos del lado oeste del canal Sarmiento de Gamboa (ver mapa de la cuenca 122-B).

## Historia
El campo de hielo sur formó, en tiempos prehispánicos, parte de los lindes de la ocupación del pueblo canoero kaweskar (alacalufe), por el oeste, y los nómades pampeanos aonikenk (tehuelches), por el este. Ambas etnias dieron a ese paisaje de hielo un lugar predominante dentro de sus cosmovisiones.
Los tehuelches creían que su héroe cultural, Elal, el introductor de la humanidad en la Patagonia oriental, había sido criado por el cisne en el sagrado Monte Chaltén (Fitz Roy), uno de los límites e hitos paisajísticos principales de los hielos continentales, desatando, al bajar las laderas, la furia vengativa de los hermanos Shie (la nieve) y Kosheske (el frío), quienes también convocaron al asesino viento helado, Maip. Elal los derrotó inventando el fuego en la ladera, al hacer chocar dos piedras, con lo que sus enemigos –la nieve, el hielo y el viento helado– retrocedieron a sus propios dominios, dejando espacio para el surgimiento de la vida, aunque desde entonces quedaron enemistados con los hombres y animales.

### Exploración occidental

#### Descubrimiento europeo
El 4 de diciembre de 1557 la tripulación del buque San Luis, bajo el mando de Juan Ladrillero, enviado a reconocer la zona por el gobernador de Chile García Hurtado de Mendoza, fue el primer grupo europeo en avistar un glaciar que se desprendía de este campo de hielo. El hallazgo habría ocurrido al internarse la embarcación en esta latitud por uno de los numerosos fiordos de la Patagonia occidental, el actual seno Eyre. En la misma travesía Ladrillero volvió a aventurarse por diversos otros canales, volviendo a encontrarse en tres ocasiones más con los glaciares de los hielos continentales, que denominó "Sierra Nevada".

#### SigloXIX
El límite en el campo de hielo Patagónico Sur fue definido en 1898 por los peritos Francisco Pascasio Moreno de Argentina y Diego Barros Arana de Chile. Estos no tuvieron diferencias en la zona entre el monte Fitz Roy y el cerro Stokes a diferencia de los otros territorios que fueron sometidos a arbitraje en el laudo de 1902. Se definió el límite sobre los siguientes hitos montañosos y su continuidad natural: Fitz Roy, Torre, Huemul, Campana, Agassiz, Heim, Mayo y Stokes (actual Cervantes). En 1914 el cordón Mariano Moreno fue visitado por una expedición y bautizado como tal, sin embargo, Francisco Pascasio Moreno ya conocía de su existencia.

#### SigloXX
Los campos de hielo fueron estudiados por primera vez en 1943 luego de investigaciones aerofotogramétricas realizadas por la aviación militar estadounidense a petición del gobierno chileno. Posteriormente se realizaron algunas expediciones; siendo dirigidas, principalmente, por Federico Reichert y Alberto María de Agostini.
En febrero de 1952 se realizó la «Expedición argentina al Hielo Continental», que consiguió el primer cruce este-oeste a través de Paso Marconi y hasta el fiordo Exmouth. Vistos los resultados de esta expedición, el 23 de mayo de 1952 se fundó el Instituto Argentino de Hielo Continental, que instalaría luego una red de 14 refugios y realizaría el primer inventario de glaciares. Dirigió la expedición a solicitud del presidente J.D. Perón,el teniente coronel Emiliano Huerta, con el apoyo y guía del alpinista ítalo-argentino Folco Doro Altan, quien conocía la Patagonia Austral más que nadie en esos años.
En el verano de 1960-1961 se realizó la «Expedición chilena-británica al Hielo Patagónico Sur», cruzando parcialmente en forma longitudinal el campo de hielo desde el fiordo Calén hasta el brazo norte del lago Argentino.
En 1993, un grupo español/argentino, formado por Carlos Tamayo, Sebastián de la Cruz, Antonio Trabado, José Bedia, Antonio Peregruezo y Sebastián Álvaro, realizó una travesía norte-sur en el campo de hielo Sur, sorteando la falla Richter mediante el uso de un helicóptero y saliendo en el glaciar Tyndall, hechos mostrados en un documental de la serie: «Al Filo de lo Imposible».
Durante los meses de octubre de 1998 a enero de 1999, se desarrolló el primer cruce longitudinal completo, los integrantes, cuatro chilenos: Pablo Besser, José Pedro Montt, Mauricio Rojas y Rodrigo Fica. El primero de ellos plasmó la experiencia en un sitio web. En cambio, el último miembro del grupo retrató lo sucedido durante los días previos y los 98 días que duró la expedición en un libro titulado Bajo la marca de la ira.
En el año 2003 el noruego Boerge Ousland y el suizo Thomas Ulrich realizan una travesía norte sur, sin abastecimiento y utilizando velas para traccionar los trineos, superan la falla Richter y salen del hielo en el sector del glaciar Pingo.
En el año 2002 se efectuó una expedición desde el cerro Murallón hasta el cerro Daudet, realizada por la Escuela de Montaña del Ejército de Chile, recorriendo 60 km de terrenos cubiertos de ininterrumpidos glaciares. Desde ese mismo año el gobierno de Chile estableció el «refugio Eduardo García Soto» (en honor a uno de los pioneros en la investigación y exploración de esta zona) ubicado en el cerro Gorra Blanca, para apoyar las actividades científicas que realiza en la zona.

## Refugios

### Refugios argentinos

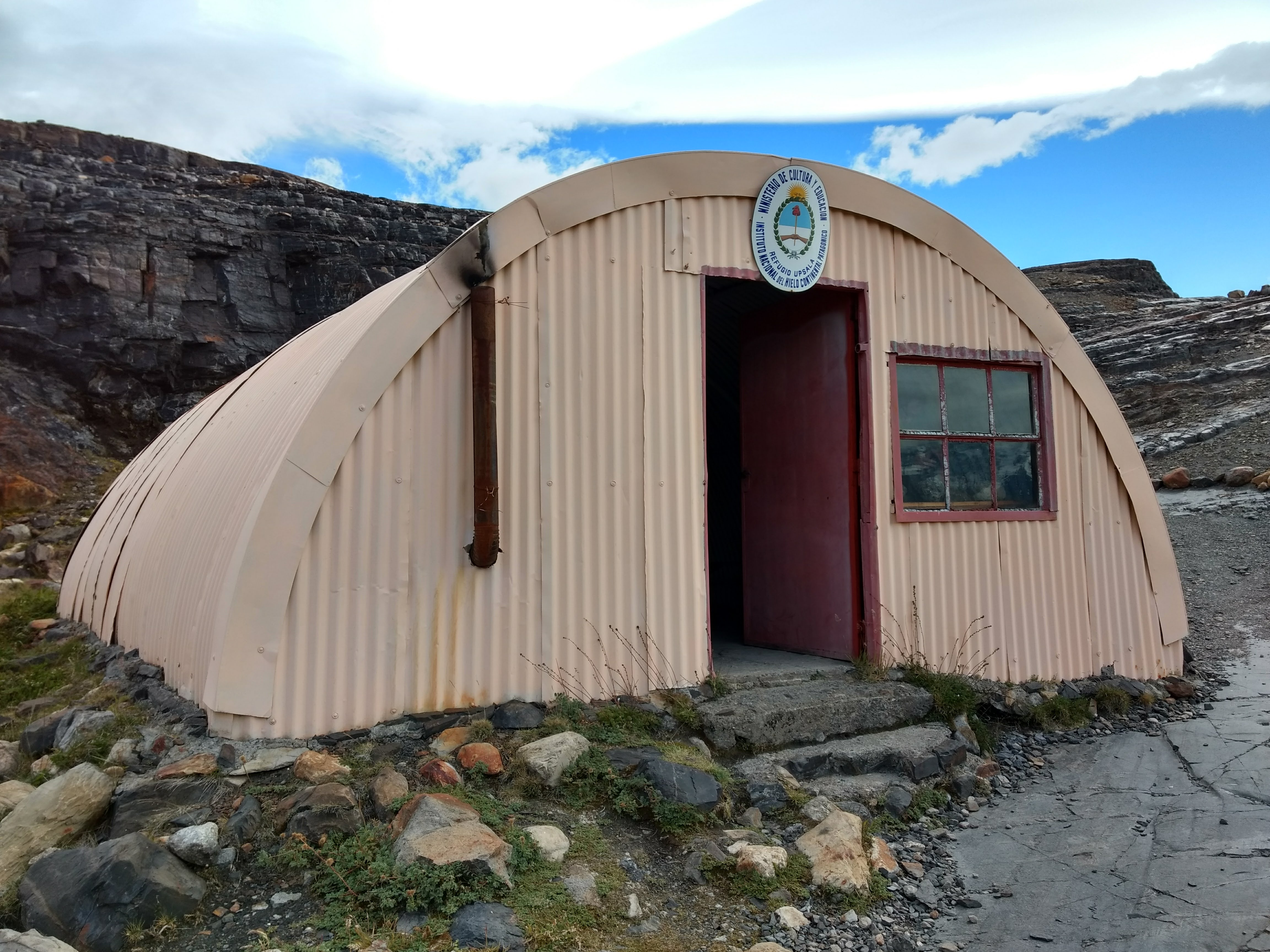
Refugio Upsala

El Instituto Nacional del Hielo Continental Patagónico de la Argentina ha instalado refugios en el campo de hielo perteneciente a su país, denominados: «Fuerza Aérea Argentina», «Pascale», «Upsala», «Base Cristina», «Onelli», «Mayo» y «Frías». Otro refugio argentino, llamado «Malvinas Argentinas» también conocido como «Refugio nunatak Viedma», se halla ubicado en el nunatak homónimo, fue instalado en la zona no demarcada en 1995.
El «Refugio Fuerza Aérea Argentina» fue instalado el 7 de julio de 1962 por el  capitán Mario Olezza en el cerro Don Bosco, fecha en la que hizo el primer aterrizaje en el campo de hielo.
El «Refugio Spegazzini» es un refugio turístico perteneciente al Campo de Hielo Patagónico Sur del lado argentino. Se encuentra ubicado frente a los glaciares Spegazzini, Peineta y Heim Sur.

### Refugios chilenos

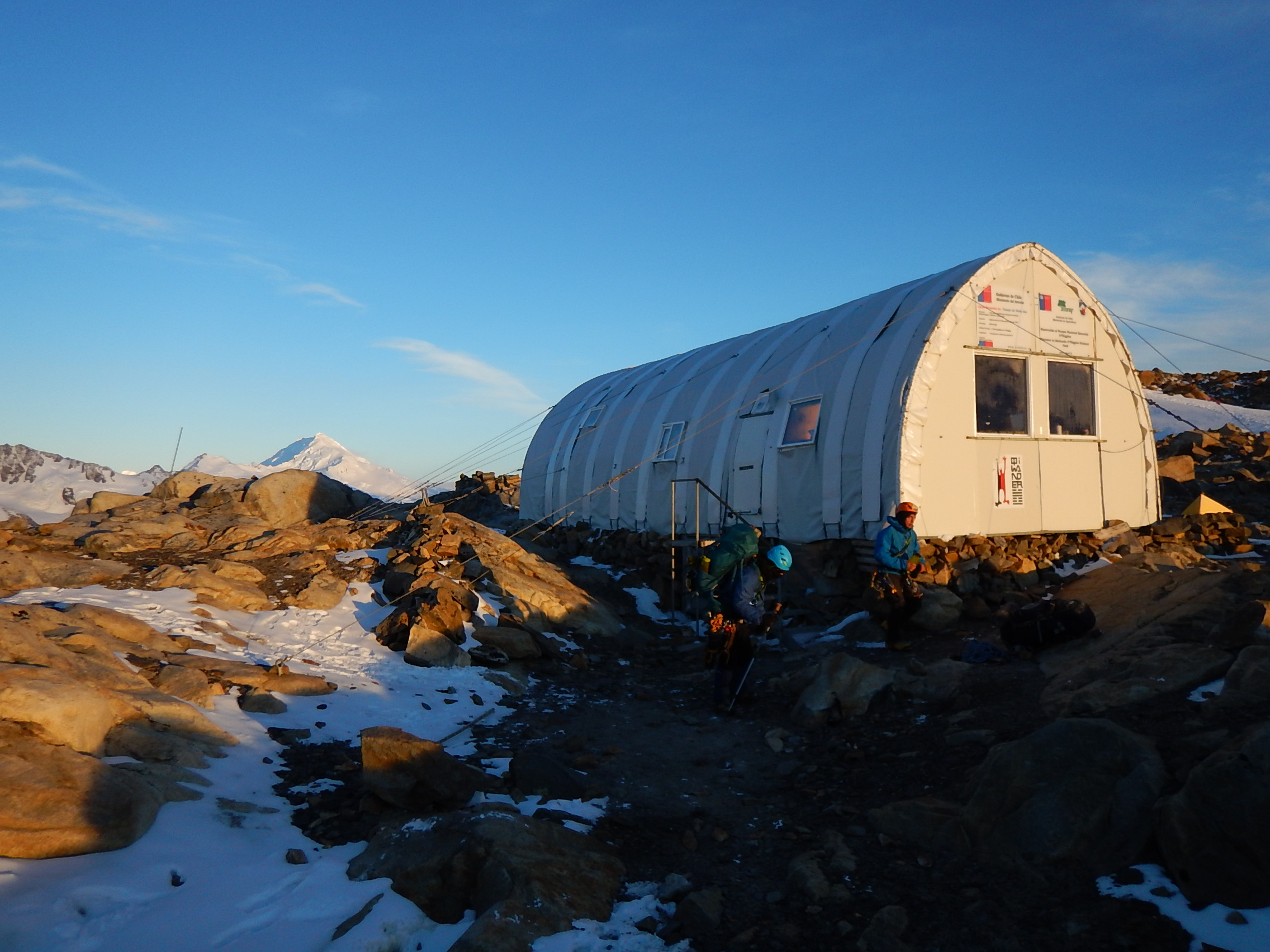
El refugio chileno Eduardo García Soto en el campo de hielo patagónico sur.

Por el lado chileno se puede encontrar el «refugio Eduardo García Soto», comenzado el 2002 y finalizado el 2004 por el Instituto Chileno de Campos de Hielo (ICCH), que se ubica en la cara Occidental del macizo Argentino-Chileno Fitz Roy, más precisamente en el nunatak sur del cerro Gorra Blanca, junto Paso Marconi y el extremo norte del límite internacional demarcado. Este refugio es utilizado por expediciones que se adentran con fines de estudio científicos y actividades turísticas. Pero los objetivos enunciados por el proyecto también se refieren a temas de soberanía y control territorial. El nunatak o afloramiento rocoso Gorra Blanca ya había sido utilizado durante la década de 1990 como campamento base de diversas operaciones "Hielo Azul" organizadas por instituciones chilenas en el área.
El ICCH, en la fecha de levantamiento de esta instalación, anunciaba que construcción para el 2005 de otras dos bases más alejadas del sector fronterizo, en glaciares adyacentes a los fiordos del Pacífico. Uno de estos refugios se instalaría en el Glaciar Jorge Montt, área de Tortel, y el segundo en Meseta del Comandante, Glaciar Trinidad, al que se accede desde el Fiordo Exmouth en el área de Puerto Edén. Los planes para instalar refugios se relanzaron en 2013 por parte del Ejército de Chile, que ordenó a la Compañía Andina N.º 20 "Cochrane" la instalación en diciembre de ese año de dos estaciones en los sectores El Cajón y ventisquero Pirámide, aledaños a Glaciar Chico al sur del lago O'Higgins. Los refugios, diseñados por la unidad de "arquitectura extrema" (ARQ-X) de la Universidad Federico Santa María, tendrían el objeto, según la institución militar chilena, de: "dar más certidumbre a los desplazamientos hacia el Paso Marconi, un corredor de hielo entre Chile y Argentina que es crecientemente utilizado por expediciones de turismo aventura desde el país vecino, y asegurar la soberanía de Chile en la tercera mayor reserva de agua dulce del mundo".
Proyecto Triángulo en el hielo.
El refugio del cerro Gorra Blanca es el primero de tres que se construirán en la zona meridional de Campo de Hielo Sur y cuyo programa denomina "Triángulo en el Hielo". Cada base contará con su respectiva sede de operaciones en la localidad poblada más próxima y tenderá, además de la investigación, al desarrollo turístico como vía de oportunidades para el desarrollo social y económico de la zona. Los lugares seleccionados son:
Primera Fase sector Gorra Blanca (Paso Marconi). Con sede en Villa O'Higgins.
Segunda Fase en Meseta del Comandante (Glaciar Trinidad). Con sede en Puerto Edén
Tercera Fase en Glaciar Jorge Montt. Con sede en Caleta Tortel
Estos conjuntos Refugio-Sede deberán servir de plataforma para el desarrollo local, a través del turismo y de la investigación científica de manera sustentable para la comunidad, tendiendo así a consolidar una soberanía por el conocimiento de nuestro territorio.

## Zona limítrofe no demarcada
A pesar de que el límite entre Argentina y Chile en la zona fue establecido por el tratado de 1881 y delimitada en 1898 por los peritos de ambos países, la frontera entre ambos países en una parte del campo de hielo no se encuentra delimitada debido al acuerdo de 1998 el cual redibujó gran parte del límite.
El tratado de 1881 establece en su artículo 1° que «La línea fronteriza correrá en esa extensión por las cumbres más elevadas de dichas cordilleras que dividan aguas y pasará por entre las vertientes que se desprenden a un lado y otro...» en referencia; en su artículo 6 establece la posibilidad de someter a fallo de una potencia amiga cualquier diferendo que pudiera surgir entre ambas naciones.
En 1893 se firmó un protocolo adicional para aclarar determinados puntos y una vez comenzados los estudios de los Peritos Barros Arana (Chile) y Moreno (Argentina) surgieron las primeras diferencias en otros tramos del límite.
En las actas de 1898 ambos peritos están de acuerdo en el límite entre el Fitz Roy y Stokes, Moreno explicita los hitos limítrofes en: Fitz Roy, Torre, Huemul, Campana, Agassiz, Heim, Mayo y Stokes.
El litigio del campo de hielo Patagónico Sur surge el cuestionamiento del límite ya acordado por parte de Argentina la cual comienza a reclamar la revisión del límite y que este pase por el cordón Mariano Moreno y otros hitos al oeste del límite de 1898.
En 1902 se recurrió al fallo de la Corona británica, y estableció entre otras cosas que desde el cerro Fitz Roy hasta el Cerro Stokes la línea fronteriza ya ha sido determinada, y desde allí hasta la divisoria continental de aguas al noroeste del Lago Viedma. «Aquí el límite ha sido determinado entre las dos Repúblicas».
En el área ubicada entre los paralelos de latitud sur 49° 10′ 00″ y 49°47'30" y los meridianos de longitud oeste 73° 38′ 00″ y 72°59'00", correspondiente a un territorio rectangular que va desde pocos kilómetros al norte de la cumbre del monte Fitz Roy hasta el cerro Murallón, existe un área sin demarcación de límites que fue determinada por el Acuerdo para precisar el recorrido del límite desde el monte Fitz Roy hasta el cerro Daudet, firmado en Buenos Aires el 16 de diciembre de 1998. Ambos países deben confeccionar una carta a escala 1:50 000 como requisito previo para realizar la demarcación dentro de ese rectángulo de coordenadas. Dentro del cual, sin embargo, el propio acuerdo demarcó el límite desde el Fitz Roy hasta algunos kilómetros al sudoeste (punto B), y desde el mismo monte hacia el norte fue demarcado por medio del laudo arbitral de laguna del Desierto de 1994.
En los mapas que siguen lo dicho en el tratado se suele ver la descripción:
"Acuerdo entre la República de Chile y la República Argentina para precisar el recorrido del límite desde el Monte Fitz-Roy hasta el Cerro Daudet"
(Buenos Aires, 16 de diciembre de 1998) 
Valga destacar que desde 1998 es común hallar mapas argentinos en su mayoría y chilenos minoritariamente de la zona en disputa que no obedecen lo dispuesto en el tratado,[cita requerida] esto es, sin presentar el recuadro con la descripción del acuerdo de la zona por demarcar y dándola engañosamente por territorio soberano de solo uno de los dos países.
En 2018, Argentina realizó un Inventario Nacional de Hielos en el que se incluyen algunos glaciares en disputa Entre el 20 de septiembre y el 4 de octubre del mismo año, el ejército argentino se desplazó a la zona que está pendiente de demarcación. Esto causó polémica principalmente en Chile donde el alcalde de Villa O'Higgins denunció el hecho como una "provocación" e hizo un llamado al gobierno central de Chile a reforzar la soberanía en la zona.
Luego de que el gobierno argentino publicara su inventario de glaciares incluyendo como argentino territorio no delimitado, la cancillería chilena informó que se había enviado una nota de reclamación negando el inventario argentino. 
En 2021, el presidente chileno, Sebastián Piñera, autorizó que un mapa no mostrara el rectángulo en la zona no demarcada. Hasta antes del decreto promulgado, y también después de este, en los mapas Chilenos oficiales y también en los mapas turísticos, los mapas chilenos muestran un rectángulo aclarando que el límite no estaba demarcado de acuerdo al acuerdo de 1998. En el mapa del decreto de Piñera del 23 de agosto de dicho año no se mostró como tal y se usó la cartografía anterior a 1998. Ambos países consideran que poseen unos mil kilómetros más de hielos respecto al otro, lo que se refleja en la diferencia cartográfica.
Argentina reclamó a Chile por la instalación de un domo por parte de CONAF (organismo estatal chileno) en el Circo de los Altares ya que la parte sur del lugar está reclamada por ambos países.